# Shane Prince
Pour les articles homonymes, voir Prince.
Shane Prince (né le 16 novembre 1992 à Rochester dans l'État de New York aux États-Unis) est un joueur professionnel américain puis biélorusse de hockey sur glace. Il évolue à la position d'ailier gauche.

## Biographie
Ayant joué au niveau junior dans la Ligue de hockey de l'Ontario pour les Rangers de Kitchener puis les 67 d'Ottawa, il est réclamé par les Sénateurs d'Ottawa au 61e rang lors du deuxième tour du repêchage d'entrée dans la LNH 2011. Il passe professionnel en 2012-2013 avec les Senators de Binghamton, club-école des Sénateurs dans la Ligue américaine de hockey et fait ses débuts dans la Ligue nationale de hockey avec les Sénateurs au cours de la saison 2014-2015 en jouant deux matchs.
Après avoir connu une bonne saison dans la LAH en 2014-2015 avec 65 points (28 buts et 37 aides) où il figure dans la deuxième équipe d'étoiles de la ligue, il intègre l'effectif des Sens pour la saison 2015-2016. Il connaît toutefois des difficultés en attaque et après avoir été laissé de côté à maintes reprises, une transaction l'amène aux Islanders de New York le 29 février 2016.

### En équipe nationale
Naturalisé biélorusse, Prince représente la Biélorussie au niveau international. Il est sélectionné pour son premier championnat du monde en 2021.

## Statistiques
| Saison     | Équipe                      | Ligue      |                   | Saison régulière  | Saison régulière  | Saison régulière  | Saison régulière  | Saison régulière |   | Séries éliminatoires | Séries éliminatoires | Séries éliminatoires | Séries éliminatoires | Séries éliminatoires |
| Saison     | Équipe                      | Ligue      | PJ                | B                 | A                 | Pts               | Pun               | PJ               | B | A                    | Pts                  | Pun                  |                      |                      |
| 2008-2009  | Rangers de Kitchener        | LHO        | 63                | 3                 | 9                 | 12                | 34                | -                | - | -                    | -                    | -                    |                      |                      |
| 2009-2010  | Rangers de Kitchener        | LHO        | 39                | 8                 | 9                 | 17                | 32                | -                | - | -                    | -                    | -                    |                      |                      |
| 2009-2010  | 67 d'Ottawa                 | LHO        | 26                | 7                 | 6                 | 13                | 13                | 12               | 2 | 2                    | 4                    | 4                    |                      |                      |
| 2010-2011  | 67 d'Ottawa                 | LHO        | 59                | 25                | 63                | 88                | 18                | 3                | 1 | 0                    | 1                    | 0                    |                      |                      |
| 2011-2012  | 67 d'Ottawa                 | LHO        | 57                | 43                | 47                | 90                | 12                | 18               | 7 | 9                    | 16                   | 6                    |                      |                      |
| 2012-2013  | Senators de Binghamton      | LAH        | 65                | 18                | 17                | 35                | 24                | 3                | 1 | 0                    | 1                    | 0                    |                      |                      |
| 2013-2014  | Senators de Binghamton      | LAH        | 69                | 21                | 27                | 48                | 53                | 4                | 1 | 1                    | 2                    | 0                    |                      |                      |
| 2014-2015  | Senators de Binghamton      | LAH        | 72                | 28                | 37                | 65                | 31                | -                | - | -                    | -                    | -                    |                      |                      |
| 2014-2015  | Sénateurs d'Ottawa          | LNH        | 2                 | 0                 | 1                 | 1                 | 0                 | -                | - | -                    | -                    | -                    |                      |                      |
| 2015-2016  | Sénateurs d'Ottawa          | LNH        | 42                | 3                 | 9                 | 12                | 6                 | -                | - | -                    | -                    | -                    |                      |                      |
| 2015-2016  | Islanders de New York       | LNH        | 20                | 3                 | 2                 | 5                 | 4                 | 11               | 3 | 1                    | 4                    | 0                    |                      |                      |
| 2016-2017  | Islanders de New York       | LNH        | 50                | 5                 | 13                | 18                | 18                | -                | - | -                    | -                    | -                    |                      |                      |
| 2017-2018  | Sound Tigers de Bridgeport  | LAH        | 4                 | 0                 | 2                 | 2                 | 2                 | -                | - | -                    | -                    | -                    |                      |                      |
| 2017-2018  | Islanders de New York       | LNH        | 14                | 1                 | 1                 | 2                 | 11                | -                | - | -                    | -                    | -                    |                      |                      |
| 2018-2019  | HC Davos                    | NL         | 16                | 3                 | 3                 | 6                 | 10                | -                | - | -                    | -                    | -                    |                      |                      |
| 2018-2019  | Sibir Novossibirsk          | KHL        | 30                | 6                 | 13                | 19                | 6                 | -                | - | -                    | -                    | -                    |                      |                      |
| 2019-2020  | HK Dinamo Minsk             | KHL        | 55                | 12                | 17                | 29                | 23                | -                | - | -                    | -                    | -                    |                      |                      |
| 2020-2021  | HK Dinamo Minsk             | KHL        | 52                | 25                | 24                | 49                | 45                | 5                | 1 | 5                    | 6                    | 2                    |                      |                      |
| 2021-2022  | Avtomobilist Iekaterinbourg | KHL        | 33                | 7                 | 10                | 17                | 10                | -                | - | -                    | -                    | -                    |                      |                      |
| 2021-2022  | HC Lugano                   | NL         | 3                 | 2                 | 4                 | 6                 | 2                 | 4                | 0 | 0                    | 0                    | 0                    |                      |                      |
| 2022-2023  | HK Spartak Moscou           | KHL        | 50                | 17                | 18                | 35                | 37                | -                | - | -                    | -                    | -                    |                      |                      |
| 2023-2024  | HK Spartak Moscou           | KHL        | 58                | 17                | 12                | 29                | 24                | 5                | 0 | 2                    | 2                    | 6                    |                      |                      |
| 2024-2025  | HK Spartak Moscou           | KHL        | 13                | 3                 | 4                 | 7                 | 4                 | -                | - | -                    | -                    | -                    |                      |                      |
| 2024-2025  | Admiral Vladivostok         | KHL        | Saison en cours ? | Saison en cours ? | Saison en cours ? | Saison en cours ? | Saison en cours ? |                  |   |                      |                      |                      |                      |                      |
| Totaux LNH | Totaux LNH                  | Totaux LNH | 128               | 12                | 26                | 38                | 39                | 11               | 3 | 1                    | 4                    | 0                    |                      |                      |

### En équipe nationale
| Année | Équipe      | Compétition          |   | PJ | B | A | Pts | Pun       |  | Résultat |
| 2021  | Biélorussie | Championnat du monde | 4 | 1  | 1 | 2 | 2   | 15e place |  |          |

## Trophées et honneurs personnels
- 2014-2015 : nommé dans la deuxième équipe d'étoiles de la LAH.